# Kościół Świętej Trójcy w Lędzinach-Hołdunowie
Kościół Świętej Trójcy – świątynia parafii ewangelicko-augsburskiej wybudowana w latach 1982–1984 w Lędzinach, w dzielnicy Hołdunów. Jest to drugi kościół ewangelicki w Hołdunowie, po rozebranym w 1967 roku pierwszym kościele.

## Historia
Starania o budowę kościoła ewangelicko-augsburskiego w Hołdunowie rozpoczęły się na początku XIX wieku. Wcześniej miejscowi ewangelicy wybudowali kaplicę z plebanią oraz mieszkaniem pastora. W 1800 roku był już gotowy projekt świątyni, a także zebrano 1300 talarów na jej budowę, jednakże ostatecznie nie przystąpiono do budowy.
W 1898 roku architekt Scheiner z Pszczyny wykonał kolejny projekt kościoła. Jego budowę rozpoczęto w roku 1900. W roku 1947 ewangelicy musieli oddać kościół w Hołdunowie katolikom, od tego czasu nabożeństwa odbywały się w salce w budynku naprzeciw plebanii. Kościół (wówczas katolicki) w roku 1955 uległ zniszczeniom na skutek szkód górniczych i został wyłączony z użytkowania, a w 1967 roku został rozebrany.
W końcu lat 70. XX wieku parafia ewangelicka uzyskała zgodę na budowę nowego kościoła. Projekt wykonał w 1981 roku architekt Adam Lisik, kamień węgielny poświęcono 8 października 1983 roku. Kościół wybudowano w latach 1982–1984. 12 października 1986 roku odbyła się uroczystość poświęcenia świątyni.

## Opis
Kościół ma 600 m² powierzchni użytkowej oraz 5000 m³ kubatury. Jest jednoprzestrzenny, nakryty wysokim dachem składającym się z dwóch części przesuniętych względem siebie. Pomiędzy nimi znajdują się okna doświetlające wnętrze. Podobne przesunięcie widoczne jest w rzucie świątyni – plan świątyni ma kształt sześciokąta „przeciętego” w połowie i rozsuniętego, co podkreśla osiowość założenia. Chór muzyczny wsparty jest na wspornikach. Do nawy przylega pomieszczenie przeznaczone dla matek z dziećmi.

## Symbolika
Kościół usytuowany jest pomiędzy drogą (symbolizująca według projektanta życie) a cmentarzem (symbolizującym śmierć). W ten sposób budynek staje się ważnym elementem na drodze do wieczności, a jednocześnie miejscem rozdzielającym życie doczesne od życia po śmierci. Wysoki dach, o krawędziach zbiegających się do środka, silnie akcentuje oś pionową symbolizującą drogę do Boga.